# 嵯峨浩
嵯峨 浩（さが ひろ、1914年〈大正3年〉3月16日 - 1987年〈昭和62年〉6月20日）は、侯爵嵯峨家（公家華族）の長女。愛新覚羅溥傑（満洲国皇帝愛新覚羅溥儀の弟）の妻。後に記した自伝のタイトルから「流転の王妃」として知られるが、溥傑は「醇親王後嗣」ではあったものの親王位には就かなかったため、浩は「妃」でも王族でもない。

## 生涯

### 戦前
侯爵嵯峨実勝と妻・尚子（9代目浜口吉右衛門の長女）の第一子として東京府で生まれた。嵯峨家は藤原北家閑院流の三条家の分家で、大臣家の家格をもつ。明治17年（1884年）の華族令では家格に基づき公勝に伯爵が叙爵されたが、明治21年（1888年）になって「父・実愛の維新の功績」により公勝は侯爵に陞爵している。
浩が女子学習院を卒業した1936年（昭和11年）当時、日本の陸軍士官学校を卒業して千葉県に住んでいた満洲国皇帝溥儀の弟・溥傑と日本人女性との縁談が、関東軍の主導で進められていた。当初溥儀は、溥傑を日本の皇族女子と結婚させたいという意向を持っていた。しかし日本の皇室典範は、皇族女子の配偶者を日本の皇族、王公族、または特に認許された華族の男子に限定していたため、たとえ満洲国の皇弟といえども日本の皇族との婚姻は制度上認められなかった。そこで祖母が明治天皇の母方従姉妹という皇室との血縁があり、侯爵家の長女で、結婚適齢期で年齢的にも溥傑と釣り合う浩に、白羽の矢が立つことになった。

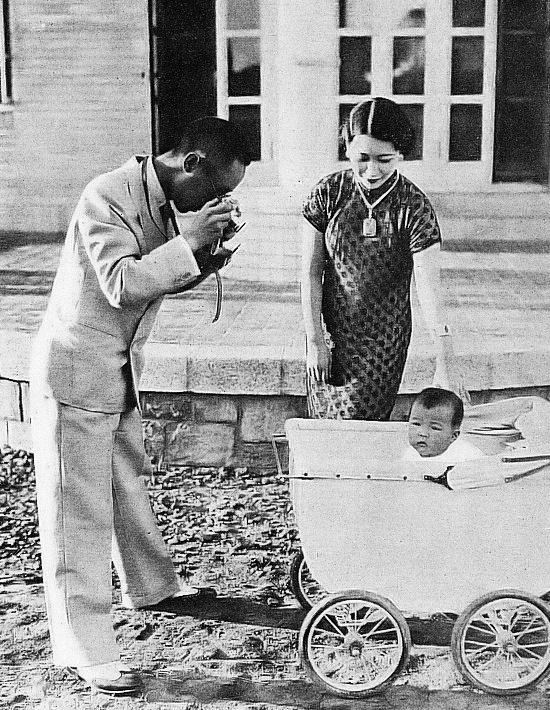
1938年、慧生を囲む一家

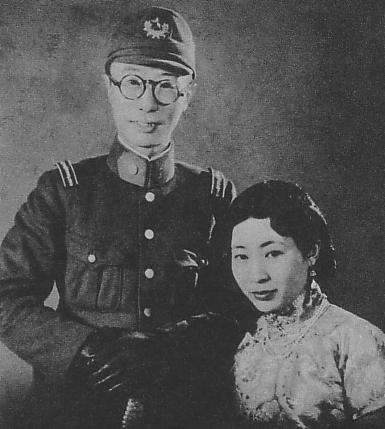
1938年、愛新覚羅溥傑と嵯峨浩

翌1937年（昭和12年）2月6日、二人の婚約内定が駐日満洲国大使館から発表され、同年4月3日には東京の軍人会館（旧九段会館、現九段会館テラスの復原部分）で結婚式が挙げられた。同年10月、二人は満洲国の首都新京へ渡った。夫婦関係は円満で、翌1938年（昭和13年）には長女・慧生が誕生。翌年、溥傑が東京の駐日満洲国大使館に勤務するため東京に戻り、翌1940年（昭和15年）には次女・嫮生が誕生。嫮生誕生後すぐに満洲へと渡るが、1943年（昭和18年）に溥傑が陸軍大学校に配属されたため、再び東京に戻った。

### 流転の日々
1944年（昭和19年）12月、学習院初等科に在学していた長女の慧生を日本に残して、新京に戻った。翌1945年（昭和20年）8月、ソ連対日参戦によって新京を攻められたため脱出し、終戦を朝鮮との国境近くの大栗子（通化省臨江県）で迎えた。溥傑は溥儀の日本へ亡命する飛行機に同乗、浩は陸路で朝鮮に向かい、そこから海路で日本へ帰国することになった。
しかし、溥儀と溥傑らは途中でソ連軍（赤軍）に拘束され、浩たちのいた大栗子も危険となったため、臨江に逃れた。翌1946年（昭和21年）1月には、八路軍の手によって通化の八路軍公安局に連行され、通化事件に巻き込まれた。同年4月以降、長春（満洲国時代の新京）、吉林、延吉、佳木斯へとつぎつぎに身柄を移され、同年7月に佳木斯で釈放された。
釈放後、同年9月に葫芦島に至り、そこで日本への引揚船を待った。しかし、同地で国民党軍に身柄を拘束され、北平を経由して同年12月に上海へと移された。同月、上海の拘束場所から田中徹雄（旧日本軍の元大尉、のちの山梨県副知事）の助けを得て半ば脱出同然の形で、上海発の最後の引揚船に乗船して、翌1947年（昭和22年）1月に日本に帰国した。なお、上記の流転の日々から帰国までの間、次女の嫮生をずっと伴っていた。

### 引揚げ後
日本に引揚げた後、父・実勝が経営する町田学園の書道教師として生計を立てながら、日吉（神奈川県横浜市港北区）に移転した嵯峨家の実家で、2人の娘たちと生活した。一方、溥傑は、溥儀とともに撫順の労働改造所に収容され、長らく連絡をとることすらできなかった。1954年（昭和29年）、長女の慧生が、中華人民共和国国務院総理の周恩来に宛てて、「父に会いたい」と中国語で書いた手紙を出した。その手紙に感動した周恩来は、浩・慧生・嫮生と、溥傑との文通を認めた。
1957年（昭和32年）12月10日、学習院大学在学中の慧生が、交際していた同級生、大久保武道とピストル自殺した（天城山心中）。

### 北京での第二の人生
1960年（昭和35年）に溥傑が釈放され、翌年、浩は中国に帰国して溥傑と15年ぶりに再会した。この後、浩は溥傑とともに北京に居住した。北京に移住後、文化大革命（文革）が始まり、1966年（昭和41年）には二人の自宅が紅衛兵に襲われた。文革が下火になって以降、浩は1974年（昭和49年）、1980年（昭和55年）、1982年（昭和57年）、1983年（昭和58年）、1984年（昭和59年）の計5回、日本に里帰りしている。
1987年（昭和62年）6月20日、北京で死去した。1988年（昭和63年）、浩の遺骨は、山口県下関市の中山神社（祭神は浩の曾祖父中山忠光）の境内に建立された摂社愛新覚羅社に、慧生の遺骨とともに納骨された。
溥傑が死去した1994年（平成6年）、浩と慧生の遺骨は半分に分けられ、溥傑の遺骨の半分とともに愛新覚羅社に納骨された。浩と慧生の残る半分の遺骨は、溥傑の遺骨の半分とともに、中国妙峰山上空より散骨された。
次女の嫮生は日本に留まって日本人（母の実家嵯峨家と親交の深い福永家の次男）と結婚、5人の子をもうけ、2020年（令和2年）現在、兵庫県西宮市に在住する。2013年には父母や自分たち姉妹に関する資料を関西学院大学に寄贈している。

## 著書
- 『流転の王妃』（文藝春秋新社、1959年）
- 『「流転の王妃」の昭和史―幻の"満州国" 』（主婦と生活社、1984年）、オンデマンド版2000年
初版に天城山心中より以後を増補し全体的に改訂
  - 『流転の王妃の昭和史』（新潮文庫、1992年）ISBN 4101263116
  - 『流転の王妃の昭和史』（中公文庫、2012年）ISBN 4122056594
- 『食在宮廷』（婦人画報社、1961年）。読みはしょくはきゅうていにあり
  - 増補新版『食在宮廷―中国の宮廷料理』（学生社、1996年、料理校訂＝馬遅伯昌） ISBN 4311304668
- 福永嫮生解説『流転の王妃―愛新覚羅溥傑・浩　愛の書簡』（文藝春秋、2011年）ISBN 4163742506
- 福永嫮生編『愛新覚羅溥傑・浩 書画集』（中央公論事業出版、2014年） ISBN 4895144216

## 関連書籍
- 『貴妃は毒殺されたか―皇帝溥儀と関東軍参謀吉岡の謎』（入江曜子、新潮社、1998年）
  - 本書にて、入江は『流転の王妃』における吉岡安直への中傷の真実を暴くと共に、浩を大変な自己顕示欲と偏見の持ち主であったと批判している。
- 牧久『転生 満州国皇帝愛新覚羅溥儀と天皇家の昭和』  (2022年、小学館)

## 登場作品

### 映像
- 流転の王妃 - 1960年、 大映映画、演：京マチ子（呼倫覚羅竜子）
- ラストエンペラー - 1987年、 コロンビア ピクチャーズ、松竹富士、演：チェン・シューヤン
- 流転の王妃・最後の皇弟 - 2003年、 テレビ朝日開局45周年記念作品、演：常盤貴子[5]

### 演劇
- 紫禁城の落日 - 1991年、宝塚歌劇団、演：白城あやか